# Maison des Hommes et des Techniques
La Maison des Hommes et des Techniques est une association loi de 1901 créée en 1994 par d'anciens ouvriers et d'anciennes ouvrières du chantier naval Dubigeon. Elle se trouve au rez-de-chaussée du Bâtiment Ateliers et Chantiers de Nantes situé à Nantes, plus précisément sur le site des anciens chantiers Dubigeon sur l'île de Nantes, aujourd'hui rebaptisé parc des Chantiers. Le bâtiment où se trouve la Maison des Hommes et des techniques, construit entre 1917 et 1918, abritait la direction des Ateliers et Chantiers de la Loire puis des Ateliers et Chantiers de Nantes, ainsi que les services de comptabilité et une école de formation pour les dessinateurs et dessinatrices en construction navale.
Aujourd'hui, la Maison des Hommes et des techniques a pour principaux objectifs de conserver et valoriser le patrimoine industriel et social des chantiers navals nantais, de participer à la valorisation de l'histoire fluviale, industrielle et sociale nantaise et de promouvoir les cultures du travail. L'association propose au public une exposition permanente intitulée Bâtisseurs de navires retraçant l'histoire de la construction navale ainsi qu'une exposition temporaire intitulée Nantes ville industrielle, hier, aujourd'hui, demain qui revient plus globalement sur l'histoire industrielle de l'agglomération nantaise. Elle accueille ponctuellement d'autres expositions en lien avec le monde du travail, l'histoire industrielle, maritime et fluviale de Nantes et sa région, les cultures ouvrières, etc. Elle héberge également un centre de documentation abritant les archives de la Navale nantaise, et propose au public une iconothèque de plus de 10 000 images d'archives sur la construction navale nantaises et les thématiques liées (plans de navires et d'ateliers, mouvements sociaux, lancement de navires, etc.).

## Histoire
L'actuelle Île de Nantes est le regroupement d'un archipel de plusieurs îles. Ce regroupement, naturel dans un premier temps, est accéléré artificiellement à partir des années 1840 avec l'installation d'une zone industrielle proche du centre-ville sur l'île de la Prairie-au-Duc. Un chantier naval s'y installe dès 1842.
Les Ateliers et Chantiers de la Loire (ACL), fondés en 1881 par Paul Jollet et Louis Babin-Chevaye, décident la construction d'un bâtiment destiné à abriter les services administratifs de l'entreprise. Les premiers plans sont réalisés en 1913 par les architectes nantais Ferdinand Ménard et Émile Le Bot et le bâtiment est terminé en 1918,.
En 1961, les ACL (devenus 6 ans auparavant les « Chantiers réunis Loire-Normandie ») fusionnent avec les Ateliers et chantiers de Bretagne (ACB) pour devenir les Ateliers et chantiers de Nantes (Bretagne-Loire), c'est cette dénomination qui est encore inscrite sur la façade nord du bâtiment. Puis, en 1969, le chantier Dubigeon (initialement implanté dans le quartier de Chantenay) fusionne avec les ACN pour créer Dubigeon-Normandie SA, qui devient dès lors le seul à occuper le site de la Prairie-au-Duc jusqu'à sa fermeture en 1987.
Un an auparavant, les salariés de l'entreprise créent l'« Association Histoire de la construction navale à Nantes » (AHCNN), qui agit dès le lendemain de la fermeture. Son objectif étant de sauver des archives et outils de la société voués à la décharge, ainsi que d'empêcher que le site ne devienne la proie des démolisseurs. L'AHCNN souhaite donc mettre à la disposition du public un lieu d'animation, d'exposition et de documentation consacré au monde ouvrier, et particulièrement à la construction navale.
Une nouvelle municipalité, élue en 1989 et dirigée par Jean-Marc Ayrault, stoppe les destructions et prend le temps de la réflexion quant à l'avenir du site des anciens chantiers navals. En lien avec l'AHCNN et d'autres structures, elle maintient une mémoire de la construction navale nantaise. Le site est acheté par la Ville et maintenue en place comme témoin du long passé industriel et maritime de Nantes. Le bâtiment administratif est alors rénové entre 1992 et 1994. Le 15 avril 1994, la Maison des Hommes et des techniques est créée par plusieurs associations et institutions : l’AHCNN, le Centre d'histoire du travail, l’ACENER (Association des comités d'entreprise de Nantes et sa région), l'« Association pour le développement de l'Inventaire dans les Pays-de-Loire » (Ministère de la Culture) et la Ville de Nantes. Installée dans une partie du rez-de-chaussée du bâtiment, ses objectifs sont d’une part de gérer et valoriser le patrimoine récupéré par l’AHCNN (archives, plans, outils, etc.) par le biais d’expositions, de visites ou de conférences, et d’autre part de promouvoir les cultures du travail.

## Fonds d'archives
Aujourd'hui, l'association gère un centre de documentation sur la construction navale qui comporte entre autres :
- Une fiche d'identification pour chacun de 2 500 navires recensés, construits dans la région nantaise de 1248 à nos jours.
- 5 000 plans originaux de navires, dont certains datent du XIXe siècle.
- 200 plans des différents chantiers, ateliers ou cales de lancement, réalisés au début du XXe siècle.
- Plus de 20 000 archives iconographiques (négatifs, diapositives, tirages photographiques, etc.) de navires (en construction ou en essai), d'ateliers, d'ouvriers au travail, de quais ou de bâtiments des chantiers navals, de mouvements sociaux ou de la vie dans l'entreprise Dubigeon.
- Plus de 1 400 outils utilisé sur le chantier.
- Plus de 200 livres se rapportant au domaine maritime et fluvial, ainsi qu'une multitude de revues et documents techniques, des publications sur l'histoire sociale, l'histoire du travail, les cultures du travail, etc.
- Environ 250 documents audiovisuels.
- Des archives sociales héritées du comité d'entreprise des chantiers Dubigeon.

Environ 2 000 plans et 8 000 archives iconographiques ont été numérisés et sont  accessibles en ligne.

## Expositions
Le bâtiment abrite une exposition permanente baptisée Bâtisseurs de navires qui retrace les deux mille ans d'histoire de la construction navale dans la région nantaise, grâce à des outils, maquettes, films et sons. Outre les principales évolutions techniques, les métiers de la navale, les conditions de travail des ouvriers et leurs combats syndicaux, celle-ci aborde également la Loire, le port, le pont transbordeur et des grandes mutations de l'île de Nantes.
Des expositions temporaires y sont également organisées, ainsi que des conférences, tables rondes, ayant généralement pour thème le monde du travail.
 
Parmi les expositions organisées (liste non exhaustive) : 
- Vivre, travailler, militer, Histoire sociale de la Navale nantaise (1881-1987) en 2017.
- La face cachée des hélices en 2019.
- Nantes ville industrielle, hier, aujourd'hui, demain en 2022.